# جوزيف كينيرز
جوزيف كينيرز (بالمجرية: Kenyeres József)‏ (من مواليد 2 مارس 1955 في ازترغوم ) هو لاعب كرة يد مجري سابق  شارك في الألعاب الأولمبية الصيفية عام 1976 وفي الألعاب الأولمبية الصيفية لعام 1980 .
في عام 1976 كان جزءا من الفريق المجري الذي احتل المركز السادس في البطولة الأولمبية. لعب كل المباريات الخمس وسجل 11 هدفا. 
بعد أربع سنوات، احتل المركز الرابع مع الفريق المجري في بطولة 1980 الأولمبية. لعب جميع المباريات الست وسجل خمسة أهداف. 

## روابط خارجية
- جوزيف كينيرز على موقع أوليمبيديا (الإنجليزية)